# تيوس إدني
تيوس إدني (بالإنجليزية: Tyus Edney) مواليد 14 فبراير 1973 في غاردينا، هو لاعب كرة سلة أمريكي سابق. بدأ مسيرته الاحترافية في سنة 1995. تم اختياره من قبل فريق سكرامنتو كينغز خلال الدرافت. يبلغ طوله 5 قدم 10 بوصة (1.8 م). حقق المركز الثالث في ألعاب النوايا الحسنة 1994. اعتزل اللعب في 2010. أحرز خلال مسيرته في الإن بي إيه 1728 نقطة بمعدل 7.6 نقاط في المباراة الواحدة.

## المسيرة الاحترافية
لعب مع سكرامنتو كينغز من سنة 1995 إلى 1997، ثم لعب مع بوسطن سيلتكس في موسم 1997–1998، ثم لعب مع زالغيريس لكرة السلة في موسم 1998–1999، ثم لعب مع تريفيزو لكرة السلة في الدوري الإيطالي في موسم 1999–2000، ثم لعب مع إنديانا بايسرز في موسم 2000–2001، ثم لعب مع فيرتوس روما في الدوري الإيطالي في موسم 2004–2005، ثم لعب مع أولمبياكوس في موسم 2005–2006، ثم لعب مع فورتيتودو بولونيا في الدوري الإيطالي في موسم 2006–2007.

## سجل المنافسة
شارك في المنافسات التالية:
- ألعاب النوايا الحسنة 1994
- بطولة أمم الأمريكتين لكرة السلة 2005

## الميداليات
| الميدالية | المسابقة                  |
| --------- | ------------------------- |
| برونزية   | ألعاب النوايا الحسنة 1994 |

## إحصائيات المسيرة

### الرابطة الوطنية لكرة السلة

#### الموسم الاعتيادي
| السنة   | الفريق         | لعب | بدأ | دقيقة | ميداني% | ثلاثية | حرة  | ارتداد | صنع  | استلاب | تصدي | نقطة |
| ------- | -------------- | --- | --- | ----- | ------- | ------ | ---- | ------ | ---- | ------ | ---- | ---- |
| 1995–96 | سكرامنتو كينغز | 80  | 60  | 31.0  | .412    | .368   | .782 | 2.5    | 6.1  | 1.1    | .0   | 10.8 |
| 1996–97 | سكرامنتو كينغز | 70  | 20  | 19.7  | .384    | .190   | .823 | 1.6    | 3.2  | 0.9    | .0   | 6.9  |
| 1997–98 | بوسطن سيلتكس   | 52  | 7   | 12.0  | .431    | .300   | .793 | 1.1    | '2.7 | 1.0    | .0   | 5.3  |
| 2000–01 | إنديانا بايسرز | 24  | 0   | 11.0  | .385    | .167   | .897 | 1.0    | 2.3  | .7     | .0   | 4.4  |
| المسيرة |                | 226 | 87  | 21.0  | .405    | .322   | .806 | 1.7    | 4.0  | 1.0    | .0   | 17.6 |

#### الأدوار الإقصائية
| السنة   | الفريق         | لعب | بدأ | دقيقة | ميداني% | ثلاثية | حرة  | ارتداد | صنع | استلاب | تصدي | نقطة |
| ------- | -------------- | --- | --- | ----- | ------- | ------ | ---- | ------ | --- | ------ | ---- | ---- |
| 1996    | سكرامنتو كينغز | 4   | 4   | 30.3  | .429    | .250   | .833 | 3.0    | 2.8 | 2.0    | .0   | 12.0 |
| 2001    | إنديانا بايسرز | 2   | 0   | 5.0   | .286    | .000   | .000 | .0     | 1.5 | .5     | .0   | 2.0  |
| المسيرة |                | 6   | 4   | 21.8  | .408    | .222   | .769 | 2.0    | 2.3 | 1.5    | .0   | 8.7  |

### الدوري الأوروبي
| السنة   | الفريق                     | لعب | بدأ | دقيقة | ميداني% | ثلاثية | حرة  | ارتداد | صنع | استلاب | تصدي | نقطة | أداء |
| ------- | -------------------------- | --- | --- | ----- | ------- | ------ | ---- | ------ | --- | ------ | ---- | ---- | ---- |
| 2001–02 | تريفيزو لكرة السلة         | 19  | 16  | 30.3  | .513    | .418   | .786 | 3.6    | 3.8 | 2.1    | .1   | 17.9 | 20.3 |
| 2002–03 | بينيتون                    | 18  | 17  | 28.7  | .509    | .524   | .843 | 2.4    | 4.3 | 1.6    | .1   | 16.5 | 18.2 |
| 2003–04 | بينيتون                    | 18  | 17  | 30.1  | .458    | .333   | .840 | 1.9    | 4.6 | 1.3    | .1   | 15.2 | 16.9 |
| 2005–06 | نادي أولمبياكوس لكرة السلة | 23  | 23  | 30.6  | .474    | .343   | .776 | 3.0    | 4.5 | 1.1    | .0   | 13.3 | 15.2 |
| 2006–07 | فورتيتودو بولونيا          | 12  | 10  | 30.1  | .471    | .263   | .814 | 2.5    | 4.1 | 1.0    | .0   | 12.7 | 13.9 |
| المسيرة |                            | 90  | 83  | 30.0  | .486    | .391   | .807 | 2.9    | 4.3 | 1.4    | .1   | 15.2 | 17.0 |

## روابط خارجية
- تيوس إدني على موقع الاتحاد الدولي لكرة السلة (الإنجليزية)
- تيوس إدني على موقع الدوري الأوروبي لكرة السلة (الإنجليزية)
- تيوس إدني على موقع إن بي أي (الإنجليزية)
- تيوس إدني على موقع سبورتس رفرنس (الإنجليزية)
- تيوس إدني على موقع كرة السلة الأوروبية.كوم (الإنجليزية)
- تيوس إدني على موقع كلية كرة السلة في سبورتس رفرنس.كوم (الإنجليزية)
- تيوس إدني على موقع ريلجم (الإنجليزية)
- تيوس إدني على موقع بروبوليرز (الإنجليزية)
- تيوس إدني على موقع سبورتس رفرنس (الإنجليزية)